# کریستوفر ایوان ولچ
کریستوفر ایوان ولچ (انگلیسی: Christopher Evan Welch؛ ۲۸ سپتامبر ۱۹۶۵ – ۲ دسامبر ۲۰۱۳) یک هنرپیشه اهل ایالات متحده آمریکا بود.
از فیلم‌ها یا برنامه‌های تلویزیونی که وی در آن نقش داشته است می‌توان به پذیرش، حقه اشاره کرد.